# Astralwerks
Astralwerks este o casă de discuri americană concentrată pe muzică electronică și dance. În parteneriat cu Universal Music Group și distribuind prin Caroline Distribution, unele dintre cele mai populare lansări recente ale casei de discuri au provenit de la deadmau5, Mat Zo, Porter Robinson, Empire of the Sun, și Nervo.
Mai jos este o listă a artiștilor care au lansat materiale prin Astralwerks. Un număr de acte listate mai jos sunt doar distribuite de Astralwerks, cum licențiază un număr de acte europene pe piața americană.

## Artiști
- The 101ers
- 22-20s
- 777
- 8-Bit Operators
- Adam F
- Air (SUA)
- Alpha
- Alpinestars
- Air Traffic
- Ambulette
- Amorphous Androgynous
- Craig Armstrong
- Athlete
- Audio Bullys
- The B-52's
- Basement Jaxx
- Bat for Lashes
- The Bees
- Bentley Rhythm Ace
- The Beta Band
- Blue Six (Naked Music/Astralwerks)
- Blue Foundation (EMI Denmark/Astralwerks)
- Boymerang
- Cassius
- The Chemical Brothers
- Clinton (Luaka Bop/Astralwerks)
- BJ Cole
- The Concretes
- Graham Coxon
- The Daedalus Project
- Deadmau5 (SUA)
- Day One
- Diamond Rings
- Digitalism
- Dom
- Dungen
- Brian Eno (SUA)
- Doves
- Empire of the Sun
- Fatboy Slim
- Bryan Ferry (SUA)
- Fierce Ruling Diva
- Fluke
- Freaky Chakra
- Sia Furler
- Future Sound of London
- Gabin
- The Golden Republic
- Goldfrapp (Mute/Astralwerks) (SUA)
- The Good Natured
- David Guetta
- Steve Hackett (SUA)
- Halsey[3]
- Gemma Hayes
- Hot Chip
- The Irresistible Force
- Iggy Pop
- The Japanese Popstars
- Joi
- Kate Bush (SUA)
- King Biscuit Time
- Kings of Convenience
- The Kooks
- k-os
- Kraftwerk
- Kylie Minogue (SUA)
- Late of the Pier
- Sondre Lerche
- The Little Ones
- Lemaitre
- Laura Marling
- Mat Zo
- Stephanie McKay
- Miguel Migs (Naked Music/Astralwerks)
- Miss Kittin
- μ-ziq
- Ben Neill
- Nervo
- Neu!
- Beth Orton
- Erlend Øye
- Pet Shop Boys (SUA)
- Phoenix
- Photek
- Placebo
- Plastilina Mosh
- Playgroup
- Porter Robinson (SUA)
- Primal Scream
- Eric Prydz
- Radio 4
- Revolver
- Röyksopp
- Les Rythmes Digitales
- Seefeel
- Simian
- Skylab
- The Sleepy Jackson
- Small Sins
- Soul Oddity
- Yoko Ono
- Spacetime Continuum
- Sparklehorse
- Sunna
- Swedish House Mafia
- System 7
- Techno Animal
- Sébastien Tellier
- Todd Terry
- Tracey Thorn (SUA)
- Tranquility Bass
- Turin Brakes
- Überzone
- VHS or Beta
- Luke Vibert
- Wagon Christ
- West Indian Girl
- Robbie Williams (SUA)